# Alpeñés
Alpeñés is een gemeente in de Spaanse provincie Teruel in de regio Aragón met een oppervlakte van 29 km². Alpeñés telt 23 inwoners (1 januari 2016).

## Demografische ontwikkeling
Bron: INE, 1857-2011: volkstellingen
Ababuj · Abejuela · Aguatón · Aguaviva · Aguilar del Alfambra · Alacón · Alba · Albalate del Arzobispo · Albarracín · Albentosa · Alcaine · Alcalá de la Selva · Alcañiz · Alcorisa · Alfambra · Aliaga · Allepuz · Alloza · Allueva · Almohaja · Alobras · Alpeñés · Anadón · Andorra · Arcos de las Salinas · Arens de Lledó · Argente · Ariño · Azaila · Bádenas · Báguena · Bañón · Barrachina · Bea · Beceite · Bello · Belmonte de San José · Berge · Bezas · Blancas · Blesa · Bordón · Bronchales · Bueña · Burbáguena · Cabra de Mora · Calaceite · Calamocha · Calanda · Calomarde · Camañas · Camarena de la Sierra · Camarillas · Caminreal · Cañada de Benatanduz · La Cañada de Verich · Cañada Vellida · Cañizar del Olivar · Cantavieja · Cascante del Río · Castejón de Tornos · Castel de Cabra · El Castellar · Castellote · Castelnou · Castelserás · Cedrillas · Celadas · Cella · La Cerollera · La Codoñera · Corbalán · Cortes de Aragón · Cosa · Cretas · Crivillén · La Cuba · Cubla · Cucalón · El Cuervo · Cuevas de Almudén · Cuevas Labradas · Ejulve · Escorihuela · Escucha · Estercuel · Ferreruela de Huerva · Fonfría · Formiche Alto · Fórnoles · Fortanete · Foz-Calanda · La Fresneda · Frías de Albarracín · Fuenferrada · Fuentes Calientes · Fuentes Claras · Fuentes de Rubielos · Fuentespalda · Galve · Gargallo · Gea de Albarracín · La Ginebrosa · Griegos · Guadalaviar · Gúdar · Híjar · Hinojosa de Jarque · La Hoz de la Vieja · Huesa del Común · La Iglesuela del Cid · Jabaloyas · Jarque de la Val · Jatiel · Jorcas · Josa · Lagueruela · Lanzuela · Libros · Lidón · Linares de Mora · Lledó · Loscos · Maicas · Manzanera · Martín del Río · Mas de las Matas · La Mata de los Olmos · Mazaleón · Mezquita de Jarque · Mirambel · Miravete de la Sierra · Molinos · Monforte de Moyuela · Monreal del Campo · Monroyo · Montalbán · Monteagudo del Castillo · Monterde de Albarracín · Mora de Rubielos · Moscardón · Mosqueruela · Muniesa · Noguera de Albarracín · Nogueras · Nogueruelas · Obón · Odón · Ojos Negros · Olba · Oliete · Los Olmos · Orihuela del Tremedal · Orrios · Palomar de Arroyos · Pancrudo · Las Parras de Castellote · Peñarroya de Tastavins · Peracense · Peralejos · Perales del Alfambra · Pitarque · Plou · El Pobo · La Portellada · Pozondón · Pozuel del Campo · La Puebla de Híjar · La Puebla de Valverde · Puertomingalvo · Ráfales · Rillo · Riodeva · Ródenas · Royuela · Rubiales · Rubielos de la Cérida · Rubielos de Mora · Salcedillo · Saldón · Samper de Calanda · San Agustín · San Martín del Río · Santa Cruz de Nogueras · Santa Eulalia · Sarrión · Segura de los Baños · Seno · Singra · Terriente · Teruel · Toril y Masegoso · Tormón · Tornos · Torralba de los Sisones · Torre de Arcas · Torre de las Arcas · Torre del Compte · Torre los Negros · Torrecilla de Alcañiz · Torrecilla del Rebollar · Torrelacárcel · Torremocha de Jiloca · Torres de Albarracín · Torrevelilla · Torrijas · Torrijo del Campo · Tramacastiel · Tramacastilla · Tronchón · Urrea de Gaén · Utrillas · Valacloche · Valbona · Valdealgorfa · Valdecuenca · Valdelinares · Valdeltormo · Valderrobres · Valjunquera · El Vallecillo · Veguillas de la Sierra · Villafranca del Campo · Villahermosa del Campo · Villanueva del Rebollar de la Sierra · Villar del Cobo · Villar del Salz · Villarluengo · Villarquemado · Villarroya de los Pinares · Villastar · Villel · Vinaceite · Visiedo · Vivel del Río Martín · La Zoma